# Gent-Wevelgem 2008
De 70ste editie van Gent-Wevelgem vond plaats op woensdag 9 april 2008. De wedstrijd ging over 209 kilometer, met start in Deinze en aankomst in Wevelgem.

## Uitslag
| Gent-Wevelgem 2008 (209 km) |                    |                     |         |
| Plaats                      | Naam               | Ploeg               | Tijd    |
| Winnaar                     | Óscar Freire       | Rabobank            | 5u01'35 |
| 2                           | Aurélien Clerc     | Bouygues Télécom    | z.t.    |
| 3                           | Wouter Weylandt    | QuickStep           | z.t.    |
| 4                           | Erik Zabel         | Team Milram         | z.t.    |
| 5                           | Kenny Dehaes       | Topsport Vlaanderen | z.t.    |
| 6                           | Luca Paolini       | Acqua & Sapone      | z.t.    |
| 7                           | José Joaquín Rojas | Caisse d'Epargne    | z.t.    |
| 8                           | Stuart O'Grady     | Team CSC            | z.t.    |
| 9                           | Heinrich Haussler  | Gerolsteiner        | z.t.    |
| 10                          | Roger Hammond      | Team High Road      | z.t.    |
|                             |                    |                     |         |
| 19                          | Tom Veelers        | Skil-Shimano        | z.t.    |

1934 · 1935 · 1936 · 1937 · 1938 · 1939 · 1940 · 1941 · 1942 · 1943 · 1944 · 1945 · 1946 · 1947 · 1948 · 1949 · 1950 · 1951 · 1952 · 1953 · 1954 · 1955 · 1956 · 1957 · 1958 · 1959 · 1960 · 1961 · 1962 · 1963 · 1964 · 1965 · 1966 · 1967 · 1968 · 1969 · 1970 · 1971 · 1972 · 1973 · 1974 · 1975 · 1976 · 1977 · 1978 · 1979 · 1980 · 1981 · 1982 · 1983 · 1984 · 1985 · 1986 · 1987 · 1988 · 1989 · 1990 · 1991 · 1992 · 1993 · 1994 · 1995 · 1996 · 1997 · 1998 · 1999 · 2000 · 2001 · 2002 · 2003 · 2004 · 2005 · 2006 · 2007 · 2008 · 2009 · 2010 · 2011 · 2012 · 2013 · 2014 · 2015 · 2016 · 2017 · 2018 · 2019 · 2020 · 2021 · 2022 · 2023 · 2024
Lijst van beklimmingen
 Tour Down Under · 
 Ronde van Vlaanderen · 
 Ronde van het Baskenland · 
 Gent-Wevelgem · 
 Amstel Gold Race · 
 Ronde van Romandië · 
 Ronde van Catalonië · 
 Dauphiné Libéré · 
 Ronde van Zwitserland · 
 Ploegentijdrit Eindhoven · 
 Clásica San Sebastián · 
  Eneco Tour · 
 GP Ouest France-Plouay · 
 Ronde van Duitsland · 
 Vattenfall Cyclassics · 
 Ronde van Polen